# 더게임스
더게임스데일리는 전자신문에서 만든 자매지 신문으로, 2004년 3월 창간했다. 게임산업 기사를 주로 소개하고 있으며, 문화적 관점에서 뿐 아니라 산업 경제적 측면에 의미를 둔 기사를 다루고 있다.
정부와 공동으로 제정한 '이달의 우수게임 상'을 수여하고 있으며, 게임 평론가 양성을 위한 '대한민국 게임평론'을 제정해 시행하고 있다. 연말에는 올 한해 게임계의 인물을 선정, 상금이 주어지는 '대한민국 게임인 대상'을 제정해 상을 수여하고 있다.
온라인 매체 '더게임스데일리'와 오프라인 주간신문 '더게임스'를 발행하고 있으며 전자신문에서는 2006년1월 분사했다. 종합 디지털 콘텐츠 경제지를 지향하는 더게임스 발행 책임 회사는 전자게임스다.

## 참고 문헌
- 전자신문사 자매지 : 전자신문 홈페이지 연혁
- 이달의 우수게임 주최 : 한국콘텐츠진흥원 홈페이지 알림
- 대한민국게임인대상 : 더 데일리 포커스 기사[깨진 링크(과거 내용 찾기)]
- 더게임스데일리 게임평론상 : 아이뉴스24 기사